# Provini - Tutti pazzi per la TV
Provini - Tutti pazzi per la TV è stato un programma televisivo italiano andato in onda su Canale 5 per 7 venerdì in prima serata, dal 7 gennaio al 18 febbraio 2000, con la conduzione di Gerry Scotti e Roberta Lanfranchi.

## La trasmissione
La trasmissione proponeva al pubblico diversi filmati di provini televisivi, sostenuti da aspiranti conduttori, ballerini, attori o cantanti per le reti Mediaset, evidenziandone il lato comico. Le riproposizioni erano suddivise durante l'arco di ogni puntata in diverse "categorie", a seconda della tipologia di provino e degli errori o gaffe commesse durante le esibizioni (come ad esempio i timidi, gli impacciati o gli sbrigativi). In alcuni casi venivano realizzate delle candid camera, con dei provini "telecomandati" che sottoponevano gli aspiranti artisti a improbabili prove.
I conduttori, oltre a lanciare e commentare i filmati, accoglievano in studio alcuni dei "provinati" più o meno meritevoli, con i quali tentavano di capire quale fosse stata la causa del fallimento del loro tentativo dando anche loro la possibilità di esibirsi una seconda volta. Un altro momento della trasmissione era caratterizzato dalle "missioni" di Roberta Lanfranchi, che andava direttamente a casa di qualcuno che desidera entrare a far parte del mondo dello spettacolo.
In ogni puntata intervenivano inoltre degli ospiti famosi, dei quali venivano mostrati i provini di inizio carriera di alcuni personaggi dalla carriera già avviata, sul modello di un altro format di successo proprio in quegli anni, Matricole, con il quale il programma aveva in comune anche uno degli autori, Max Novaresi. Tra i personaggi che sono intervenuti nel corso delle sette puntate, troviamo Nicoletta Orsomando, Massimo Dapporto, Maria Grazia Cucinotta, Carl Weather, Bud Spencer, Valeria Marini, Loretta Goggi e Marco Columbro.

### Accoglienza del pubblico
Il programma era stato proposto su Canale 5 con una puntata pilota dal titolo Le faremo sapere la sera del 7 giugno 1999 con la conduzione di Mara Venier e Nini Salerno. Visto il buon riscontro si decise di realizzare una prima edizione che però non ottenne particolare successo, facendo registrare una media di circa 4.300.000 telespettatori pari al 16,5% di share, decisamente inferiore alla media della rete nei venerdì sera di quel periodo, che si assestava sul 22%.